# 阿列克谢·弗拉基米罗维奇·西特尼科夫
阿列克谢·弗拉基米罗维奇·西特尼科夫（羅馬化：Aleksey Vladimirovich Sitnikov；1971年6月19日—）是俄罗斯政治人物，第六届、第七届和第八届国家杜马代表。
2004年至2016年，西特尼科夫担任第三届、第四届、第五届和第六届科斯特罗马州杜马代表。2011年，他当选为第六届国家杜马代表。2016年和2021年，他再次当选为第七届国家杜马和第八届国家杜马。